# Pterotopeza punctata
Pterotopeza punctata là một loài ruồi trong họ Tachinidae.